# The Sims Castaway Stories
The Sims Castaway Stories (in Italia The Sims Island Stories) è il terzo simulatore di vita reale della serie di The Sims Stories sviluppato dalla Maxis e distribuito dalla EA Games.

## Caratteristiche
The Sims Castaway Stories è stato distribuito il 29 gennaio 2008 in versione DVD-ROM Mac OS X. Questo gioco è caratterizzato in una modalità storia-controllata intitolata "Naufragio solitario" ad una più sandbox come l'"Isola di Wanmami".
In modalità di gameplay "Naufragio solitario", il giocatore è sottoposto ad uno scenario controllato, e dovrà compiere azioni prefissate per andare avanti con la storia e completarla. La modalità Sandbox permette invece, come tutti gli altri episodi della serie, di creare da zero una famiglia indigena o di naufraghi e controllarla nello scenario dell'isola, senza limiti di tempo e senza obiettivi prefissati.
Il gioco prende spunto dal film Cast Away con Tom Hanks.